# Estedt

Lage der Ortschaft Estedt in Gardelegen

Estedt ist ein Ortsteil der gleichnamigen Ortschaft der Hansestadt Gardelegen im Altmarkkreis Salzwedel in Sachsen-Anhalt.

## Geografie
Estedt, ein Haufendorf mit Kirche, liegt 6 Kilometer nordwestlich der Kernstadt Gardelegen in der Altmark. Westlich des Dorfes beginnt das Landschaftsschutzgebiet Zichtauer Berge und Klötzer Forst.
Nachbarorte sind Wiepke im Nordwesten, Schenkenhorst im Nordosten und Laatzke im Süden.

## Geschichte

### Mittelalter bis Neuzeit

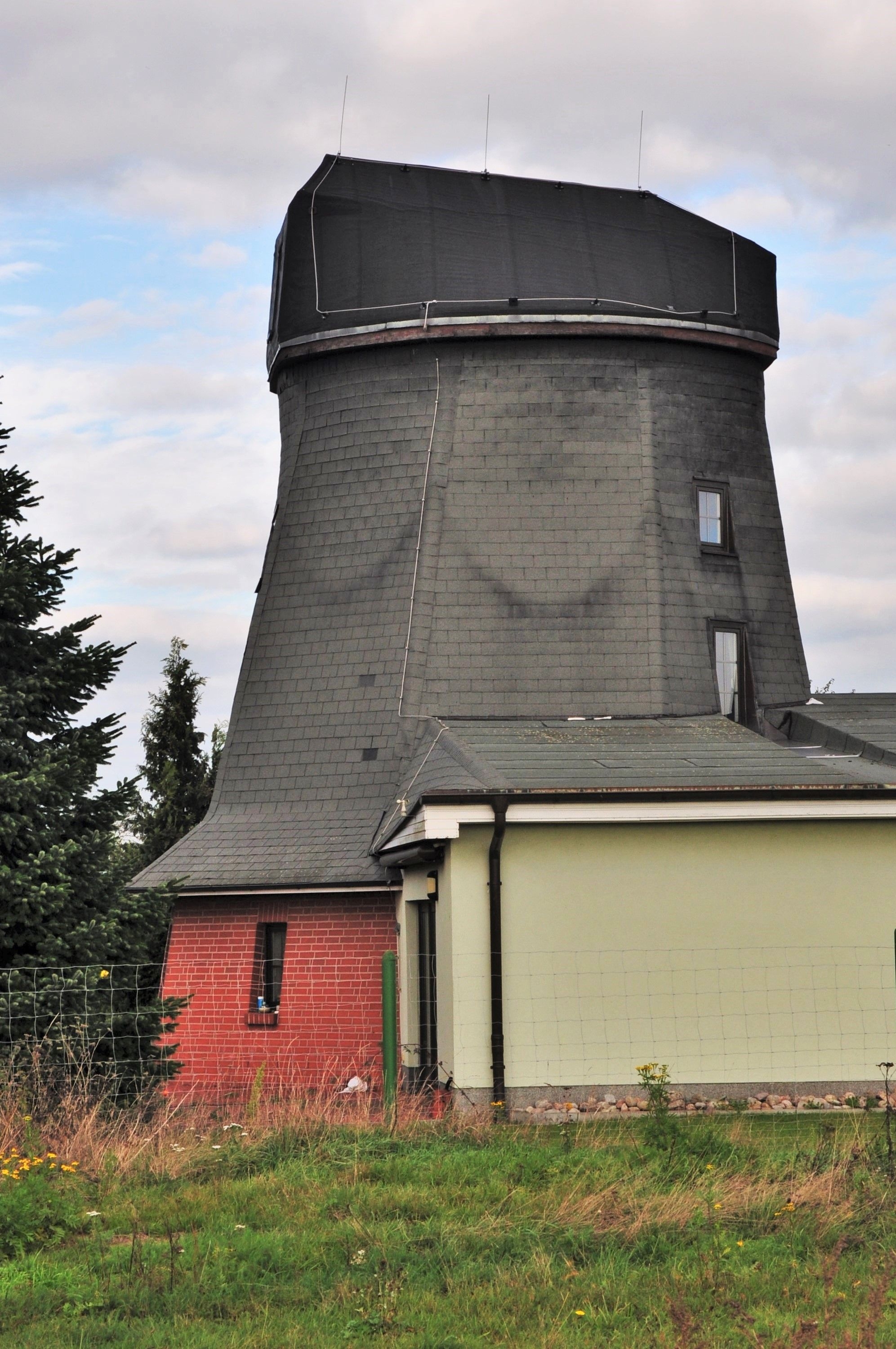
Holländerwindmühle Estedt

Estedt wird urkundlich erstmals im Jahre 1121 als Eslestede erwähnt, als der Bischof von Halberstadt Reinhard von Blankenburg, den Ort an das Kloster Schöningen übereignete.
Im Jahre 1273 waren die Markgrafen Otto V. und Albrecht in campo apud villam Estede (im Feld beim Dorfe Estedt), als der Verkauf der Vogtei in Quedlinburg beurkundet wurde.
Im Jahre 1345 wird berichtet, dass Markgraf Ludwig den Gardelegener Bürgern Walter Niendorf und Barthold von Berge (Berghe) Gericht und Patronat in villa Estede verleiht, welches sie schon vom Herzog Otto von Braunschweig als Pfandbesitz hatten.
Südwestlich vom Dorf liegen die Ruinen vom Rösikenturm, einer alten Warte.
Im Süden des Dorfes steht eine Windmühle, die heute als Wohnhaus genutzt wird.
In der Nähe des Ortes kam es im April 1945 durch SS-Männer zu Massenerschießungen von 122 (nach anderen Angaben 108) KZ-Häftlingen eines Todesmarsches, der im Zusammenhang mit dem Massaker von Gardelegen steht. Räumungstransporte per Bahn hatten die Häftlinge zuvor aus mehreren Außenlagern des KZ Mittelbau-Dora und aus dem KZ Hannover-Stöcken nach Mieste verschleppt. Eine Gedenkstätte bei einem Sammelgrab auf dem Ortsfriedhof erinnert an sie.

### Eingemeindungen
Ursprünglich gehörte das Dorf zum Salzwedelischen Kreis der Mark Brandenburg in der Altmark. Zwischen 1807 und 1810 lag es im Kanton Zichtau auf dem Territorium des napoleonischen Königreichs Westphalen. Ab 1816 gehörte die Gemeinde zum Kreis Gardelegen, dem späteren Landkreis Gardelegen.
Am 25. Juli 1952 wurde die Gemeinde Estedt in den kleineren Kreis Gardelegen umgegliedert. Am 1. Juli 1994 kam Estedt zum Altmarkkreis Salzwedel. Am 1. Januar 2011 wurde die bis dahin selbstständige Gemeinde zusammen mit 17 weiteren Gemeinden per Landesgesetz in die Hansestadt Gardelegen eingemeindet. Der Stadtrat Gardelegen beschloss in der Ortschaftsverfassung für die ehemalige Gemeinde Estedt die Einführung eines Ortschaftsrates mit 7 Mitgliedern einschließlich Ortsbürgermeister.

### Einwohnerentwicklung
| Jahr | Einwohner |
| ---- | --------- |
| 1734 | 284       |
| 1774 | 276       |
| 1789 | 280       |
| 1798 | 259       |
| 1801 | 263       |
| 1818 | 282       |

| Jahr | Einwohner |
| ---- | --------- |
| 1840 | 331       |
| 1864 | 424       |
| 1871 | 424       |
| 1885 | 453       |
| 1895 | 465       |
| 1905 | 467       |

| Jahr | Einwohner |
| ---- | --------- |
| 1925 | 427       |
| 1939 | 390       |
| 1946 | 709       |
| 1964 | 475       |
| 1971 | 454       |
| 1981 | 398       |

| Jahr | Einwohner |
| ---- | --------- |
| 1993 | 395       |
| 2006 | 398       |
| 2009 | 389       |
| 2012 | [00]379   |
| 2016 | 358       |
| 2021 | [0]352    |

| Jahr | Einwohner |
| ---- | --------- |
| 2022 | 369       |

Quelle, wenn nicht angegeben, bis 2006:

## Religion
- Die evangelische Kirchengemeinde Estedt gehörte früher zur Pfarrei Estedt.[13] Heute gehört die Kirchengemeinde zum Pfarrbereich Estedt[14] des Kirchenkreises Salzwedel im Propstsprengel Stendal-Magdeburg der Evangelischen Kirche in Mitteldeutschland. Bis 1998 hatte die Kirchengemeinde zum Kirchenkreis Gardelegen gehört.[8] Die ältesten überlieferten Kirchenbücher für Estedt stammen aus dem Jahre 1686.[15]
- Die katholischen Christen gehören zur Pfarrei St. Hildegard in Gardelegen im Dekanat Stendal im Bistum Magdeburg.[16]

## Politik

### Ortsbürgermeister
Ortsbürgermeister der Ortschaft Estedt ist Volker Schmidt.

### Ortschaftsrat
Bei der Ortschaftsratswahl am 26. Mai 2019 wurden die 7 Sitze wie folgt vergeben:
- CDU, 1 Sitz
- Liste Ortschaftsrat-Estedt, 6 Sitze

Gewählt wurden eine Ortschaftsrätin und ein Rat.

## Kultur und Sehenswürdigkeiten
- Die evangelische Dorfkirche Estedt ist ein um 1200 entstandener spätromanischer Feldsteinsaal mit eingezogenem quadratischen Chor und Westquerturm.[8]

## Verkehr
Das Dorf liegt an der B 71 von Salzwedel nach Gardelegen.
Es verkehren Linienbusse und Rufbusse der Personenverkehrsgesellschaft Altmarkkreis Salzwedel.
Durch das Dorf führt der Radfernweg Altmarkrundkurs.